# Scar Bluffs
Die Scar Bluffs sind drei schwarze, rechteckige und steilwandige Felsenkliffs im ostantarktischen Georg-V.-Land. Sie ragen 43 km südlich des Kap Hudson auf der Mawson-Halbinsel auf.
Luftaufnahmen entstanden bei der US-amerikanischen Operation Highjump (1946–1947), 1958 bei einer sowjetischen Antarktisexpedition sowie 1959 im Rahmen der Australian National Antarctic Research Expeditions. Das Antarctic Names Committee of Australia benannte sie nach dem Akronym für das Scientific Committee on Antarctic Research (kurz: SCAR).